# Unforgiven (2006)
Unforgiven (2006) — девятое в истории шоу Unforgiven, PPV-шоу производства американского рестлинг-промоушна World Wrestling Entertainment (WWE). Оно проводилось исключительно для рестлеров из бренда Raw. Шоу прошло 17 сентября 2006 года в «Эйр Канада-центр» в Торонто, Онтарио, Канада.
Главным событием стал матч TLC за звание чемпиона WWE между Эджем и Джоном Синой, который выиграл Сина. Еще одним главным матчем был матч Литы против Триш Стратус за женское чемпионство WWE, который стал последним матчем Стратус в её карьере активного рестлера.

## Результаты
| №                                                      | Матч | Тип матча                                                  | Время |
| ------------------------------------------------------ | --- | ---------------------------------------------------------- | ----- |
| 1D                                                     | Супер Крейзи победил Шелтона Бенджамина                                                                                 | Одиночный матч                                             | 7:00  |
| 2                                                      | Джонни Найтро (c) (с Мелиной) победил Джеффа Харди                                                                      | Одиночный матч за титул интерконтинентального чемпиона WWF | 17:36 |
| 3                                                      | Кейн против Умаги (с Армандо Эстрадой) закончился двойным отсчётом                                                      | Одиночный матч                                             | 7:03  |
| 4                                                      | The Spirit Squad (Кенни и Майки) (c) (с Джонни, Митчем и Ники) победили «Горцев» (Робби Макаллистер и Рори Макаллистер) | Командный матч за титул командных чемпионов мира           | 8:59  |
| 5                                                      | D-Generation X (Шон Майклз и Трипл Эйч) победили Биг Шоу, Мистера Макмэна и Шейна Макмэна                               | Матч «Ад в клетке» с гандикапом 3-на-2                     | 25:04 |
| 6                                                      | Триш Стратус победила Литу (c)                                                                                          | Одиночный матч за титул чемпиона WWE среди женщин          | 11:34 |
| 7                                                      | Рэнди Ортон победил Карлито                                                                                             | Одиночный матч                                             | 8:41  |
| 8                                                      | Джон Сина победил Эджа (c)                                                                                              | Матч TLC за титул чемпиона WWE                             | 25:28 |
| H — означает тёмный матч (c) — чемпион на начало матча | |                                                            |       |